# Hugues Poulain
Hugues Poulain, né au XXe siècle, est un directeur de la photographie et réalisateur français.

## Biographie
Diplômé de l'École Louis Lumière à Paris en 1988, Hugues Poulain a eu une courte carrière d'assistant-caméra tout en réalisant ou éclairant des courts-métrages au sein de l'Association 24 poètes/seconde, puis de la compagnie Lardux Films. Il est connu comme directeur de la photographie des films de Gustave Kervern et Benoît Delépine.

## Filmographie
- 2004 : Aaltra de Gustave Kervern et Benoît Delépine
- 2004 : Voyage en mémoires indiennes de Jo Béranger et Doris Buttignol
- 2006 : Avida  de Gustave Kervern et Benoît Delépine
- 2006 : Komma de Martine Doyen
- 2006 : Parcours de dissidents de Euzhan Palcy
- 2008 : Louise-Michel de Gustave Kervern et Benoît Delépine
- 2009 : Nord-Paradis de Christophe Lamotte
- 2010 : Mammuth de Gustave Kervern et Benoît Delépine
- 2010 : Moi, autobiographie, 16e version de Pierre Méréjkowsky
- 2011 : Une nouvelle vie de Christophe Lamotte
- 2011 : Moi, Michel G., milliardaire, maître du monde de Stéphane Kazandjian
- 2012 : Le Grand Soir de Gustave Kervern et Benoît Delépine
- 2014 : Near Death Experience de Gustave Kervern et Benoît Delépine
- 2018 : I Feel Good de Benoît Delépine et Gustave Kervern
- 2020 : Effacer l’historique de Benoît Delépine et Gustave Kervern
- 2020 : Apprendre à t’aimer de Stéphanie Pillonca
- 2022 : En même temps de Benoit Delépine et Gustave Kervern
- 2024 : Je ne me laisserai plus faire de Gustave Kervern